# Johannes Selner
Johann(es) Selner, también como Sellner y Sölner (Nabburg, c. 1525 - Leubnitz, noviembre de 1583) fue un compositor y maestro de capilla alemán, segundo maestro de capilla protestante de la Iglesia de la Santa Cruz de Dresde.

## Vida
Nació en Nabburg, en el Alto Palatinado, en ese momento una ciudad imperial y actualmente situada en el estado alemán de Baviera. Eitner sitúa de forma errónea el nacimiento en Neuburg, en al Palatinado. Probablemente hacia 1549 se trasladó a Wittenberg y un año después, el 16 de junio de 1550, se matriculó en la Universidad, donde estudió Teología. En Wittenberg fue nombrado Kantor (chantre), permaneciendo en el cargo hasta su traslado a Dresde.
En 1553 Felipe Melanchthon lo recomendó para el cargo de maestro de capilla de la Iglesia de la Santa Cruz de Dresde, como sucesor de Sebaldus Baumann. Baumann había perdido el cargo en 1553 por descuidar sus deberes, aunque el maestro además arrastraba problemas de deudas y había insultado al cabildo de Wittemberg. Selner además también ocupó el cargo de director de la escuela de cantores. Durante su época se reformó la escuela, que sobrevivió en ese estado hasta 1812. Parece que Selner tampoco cumplía con sus deberes a satisfacción de las autoridades y solo permaneció en Dresde hasta 1560.
En 1560 consiguió un muy deseado cargo eclesiástico de pastor en Leubnitz, actualmente un barrio de Dresde. En 1577 firmó el Concordienformel, la formulación oficial del credo luterano. Falleció en Leubnitz en noviembre de 1538.

## Obra
Selner publicó en 1557 cinco tomos de motetes en latín, que fueron descubiertos en 1716. Es probable que ardieran en el incendio de 1760 que destruyó la biblioteca de música de la Iglesia de la Santa Cruz de Dresde. En la actualidad no se conservan obras suyas.